# تريفور غرانت
تريفور غرانت (24 مايو 1926 في المملكة المتحدة - 10 أكتوبر 1957 في المملكة المتحدة) (بالإنجليزية: Trevor Grant)‏ هو لاعب كريكت بريطاني (وحمل سابقاً جنسية المملكة المتحدة لبريطانيا العظمى وأيرلندا). لعب مع نادي مقاطعة ساسكس للكركيت ‏.

## وصلات خارجية
- تريفور غرانت على موقع إي آس بي آن كريك إنفو (الإنجليزية)